# Black Gold Online
Black Gold Online — безкоштовна багатокористувацька онлайнова рольова гра (MMORPG), у жанрі стімпанк, розроблена китайською компанією Snail Games. Вперше відеогра була анонсована в Кореї на G-Star 2011, під назвою Black Gold, вихід гри був призначений на кінець 2012 року. Але через технічні і юридичні складнощі робота над грою затягнулася, і в фазу бета-тестування Black Gold Online вийшла тільки у 2014 році. В даний час гра видається трьома мовами: китайською — студією Snail Games, англійською (на території США), — дочірньою студією Snail Game USA і російською — компанією Nikita Online. Фаза ВБТ почалася в США 21 червня 2014 року.

## Сюжет
Дія гри розгортається на континенті Монтель, розділеному Громовим Хребтом на парову (Айзенхорст) і магічну (Ерландір) імперії. Через фундаментальні розбіжності відносини між двома державами спочатку були напружені, а після того як айзенхортська експедиція виявила на території Ерландіра поклади чорного золота — цінного джерела енергії для айзенхорстської техніки, — справа дійшла до збройного конфлікту. Black Gold Online представляє собою одну з багатьох сучасних MMORPG нового покоління, де загальна сюжетна лінія відсутня, а всі одержувані персонажем завдання спрямовані на підвищення рівня і освоєння навичок і не пов'язані спільним сюжетом.

## Ігровий процес
Black Gold Online є MMORPG з елементами шутера від першої і третьої особи. В основі гри лежить конфлікт магічної та стімпанк-цивілізацій. Повністю відмовитися від звичної ММО системи заклинань розробники не змогли, і представники парового королівства Айзенхорст здатні використовувати магію, тому найяскравіші відмінності виявляються в системі персонального транспорту. Так у Айзенхорста роль засобів пересування виконують різного роду машини: автомобілі, бойові роботи та винищувачі, а у представників Ерландіра ту ж роль грають спеціально навчені звірі. У грі доступні практично всі види транспортних засобів: наземні колісні, крокуючі, а також літаючі і водні. Деякі види транспорту доступні для використання в будь-який час, інші гравець зможе отримати тільки на полях бою
Класи і керування: Всього в грі представлено 8 основних класів, представник кожного з яких може з розвитком персонажа вибрати одну з трьох доступних спеціалізацій. Деякі з класів прив'язані до певної фракції, інші доступні обом. Також на гру певними класами діють расові та гендерні обмеження. Розподіл бойових ролей в грі стандартний: танк-лікар-боєць (ближнього і далекого бою) При цьому гра підтримує систему часткового non-target (деякі вміння вимагають виділення цілі курсором)
- PvE

Завдання Як вже згадувалося вище, єдиної сюжетної лінії в грі немає. Доступні гравцеві завдання діляться на основні та додаткові, а також динамічні події та місії.
- Динамічні події. Крім основної та побічної лінії завдань в грі існують так звані динамічні події, які відбуваються незалежно від того, бере участь в них гравець чи ні. Деякі події прив'язані до локації і часу, інші можна запустити, виконавши певні дії. Події поділяються на індивідуальні та командні, а нагороду гравці отримують не тільки за перемогу, а й за участь у подіях.
- Місії — представляють собою сюжетну пригоду, що поєднує в собі як PvE, так і PvP- компоненти. Місії відкриваються після досягнення певного рівня і діляться на групові та індивідуальні. Виконання місій приносить гравцям особливі нагороди.
- Підземелля. Крім завдань, які виконуються у відкритому світі, в грі передбачено два типи підземель: звичайні підземелля, розраховані на групу гравців (проходяться в звичайному і режимі підвищеної складності), і випробування — індивідуальні сценарії, також проходять на виділеному сервері. Для підземель існує система автоматичного підбору гравців (максимум 5). Використовуючи її, ви будете включені до складу групи і перенесені в підземеллі автоматично. Групу для проходження підземелля можна зібрати самостійно, при цьому кількість гравців може бути і менше п'яти, але до самого підземелля доведеться добиратися своїм ходом. Перенесення гравця в випробування здійснюється автоматично при виборі випробування у відповідній вкладці.

Гільдії — Створити гільдію в грі можна з 15 рівня, а вступити в чужу з 1 рівня. У міру розвитку гільдії, керівництво зможе підвищувати її рівень єдності та відкривати доступ до нових гільдійних бонусів. Також для членів гільдій передбачені особливі завдання в підземеллях (нагороду за них отримують не тільки гравці, але і їх гільдія) і спеціальний PvP режим. Глави гільдій можуть укладати союзи і ворогувати один з одним. Кількість союзників і супротивників обмежена трьома гільдіями. При цьому ворогувати можна з гільдіями своєї фракції, але ось укладати союзи з протилежного фракцією — не можна.
Активність. Розробники заохочують гравців за час, проведений в грі. У кожного гравця існує так званий лічильник активності, який поповнюється при виконанні різних дій: участі в PvP, завершення завдань, проходження певних підземель і т. д. Накопичивши потрібну суму очок активності гравець отримує подарункову скриню, що містить різні речі і Чорне золото. Крім цього за кожну годину, проведену в грі, гравець отримує особливі скрині (сфери часу), також містять нагороду.
Економічна система: — У грі лише три види валют:
- - Чорне золото: витрачається на поліпшення, прокачування і окремі види предметів, а також на розвиток гільдії. Видобувається в грі або купується за реальні гроші.
  - Золоті монети: основний ігровий ресурс, служать для внутрішньоігрових покупок і розрахунків між гравцями. Видобуваються з монстрів або купуються за реальні гроші
  - Ваучери: використовуються для покупок у внутрішньоігровому магазині і оплати VIP-статусу, купуються тільки за реальні гроші

VIP-статус. В грі можна придбати VIP-статус «Лицар Монтеля», володарі якого отримують додатковий досвід, видобуток і внутрішньоігрові очки за будь-яку активність, а також інші особливі подарунки. Даний статус є тимчасовим і придбати його можна тільки за реальні гроші
- PvP

Основний акцент в Black Gold Online зроблений на PvP. У грі доступні декілька відокремлених PvP-режимів, не рахуючи відкритого PvP, воно ж PK. У деяких з режимів діє sidekick-система. Доступні гравцеві PvP-режими діляться на арени, поля бою і битви.
Арени — виділені поля бою, на яких гравці б'ються один проти одного 1 на 1 або в складі команди. Підбір суперників відбувається автоматично за рівнем рейтингу арени, за кожну перемогу або поразку персонаж отримує або відповідно втрачає очки рейтингу. Арени діляться на звичайні і арени міці.
- Звичайна арена — доступна з 15 рівня, діє по системі Sidekick, при вході на арену рівень персонажа піднімається до максимального, стають доступні всі вміння і видається стандартний комплект обладунків арени. Битися на звичайній арені можна як проти представників чужої, так і своєї фракції.
- Арена міці — доступна з 40 рівня (максимальний рівень в грі на даний момент). У битві на арені міці персонаж не змінюється, зберігаючи всі вивчені вміння та екіпіровку.

Поля бою. Режим командного PvP, що проходить в спеціально виділених локаціях. Підбір команди на поле бою відбувається автоматично в залежності від фракції персонажа. У грі існує кілька полів бою, з різними умовами перемоги. Гравці можуть стати в чергу на певне поле бою або вибрати випадкове, в останньому випадку, за перемогу вони отримають додаткову нагороду.
Світове (відкрите) PvP — режим вбивства гравців. Активується вручну. Доступні вбивство гравців власної фракції, але за кожне вбивство свого гравцеві присвоюються очки негативної карми (нагорода за голову) в залежності від розміру нагороди за голову на вас накладаються різні обмеження: від заборони на участь в певних подіях до переміщення у в'язницю. Якщо не продовжувати вбивства гравців, то з часом нагорода за голову опускається назад до нуля. Також її можна обнулити вручну, купивши особливий предмет у торговця.

## Цікавий факт
У 2011 році, незабаром після анонсу гри було оголошено, що одночасно з розробкою вестимуться роботи по створенню повнометражного фільму про зіткнення царства магії Ерландір з механічно-технічним королівством Айзенхорст. Написання сценарію було доручено Девіду Еліоту, відомому за фільмами Кров за кров і Спостерігач, а зйомки планувалося провести в китайському місті Сучжоу. Однак пізніше від ідеї екранізації відмовилися.